# Plan Santo Domingo
Plan Santo Domingo är en ort i Mexiko.   Den ligger i kommunen Maravilla Tenejapa och delstaten Chiapas, i den sydöstra delen av landet, 900 km öster om huvudstaden Mexico City. Plan Santo Domingo ligger 217 meter över havet och antalet invånare är 282.
Terrängen runt Plan Santo Domingo är huvudsakligen lite kuperad. Plan Santo Domingo ligger nere i en dal. Runt Plan Santo Domingo är det ganska glesbefolkat, med 30 invånare per kvadratkilometer. Närmaste större samhälle är Santo Domingo de las Palmas, 12,0 km söder om Plan Santo Domingo. I omgivningarna runt Plan Santo Domingo växer i huvudsak städsegrön lövskog.